# Anacroneuria pallens
Anacroneuria pallens és una espècie d'insecte plecòpter pertanyent a la família dels pèrlids.

## Descripció
- El mascle fa al voltant de 10 mm de llargada total i la femella entre 12 i 15.
- Els adults presenten un color groc ocraci (incloent-hi les potes) amb àrees rogenques fosques a la part anterior del cap i zones laterals del pronot, els ocels en forma d'anells negres i les ales llustroses amb un tint clar i la nervadura marró groguenca.
- Les ales anteriors del mascle fan 18-19 mm de llargària i les de la femella 22-25.
- La placa subgenital de la femella només té dos lòbuls.[5]

## Hàbitat
En el seu estadi immadur és aquàtic i viu a l'aigua dolça, mentre que com a adult és terrestre i volador.

## Distribució geogràfica
Es troba a Sud-amèrica: Colòmbia.